# Науково-виробниче підприємство «РІСТ»
ТОВ «Науково-виробниче підприємство “РІСТ”» засновано у 1996 році. Розташоване у м. Вільнянськ, Запорізька область.
Підприємство спеціалізується на наукоємних виробах для виконання ремонтів рухомого складу ДП «Укрзалізниця». На підприємстві працює понад 100 чоловік. Це, в основному, науковий, дизайнерський та конструкторсько-технологічний персонал.
Основні впроваджувані технічні рішення підприємства зосереджені на модернізації пасажирських вагонів. Мета — підвищення комфорту
пасажирів та обслуговчого персоналу. Крім того, КБ заводу розробляє нові кабіни машиніста магістрального тепловозу 2ТЕ25 та вантажного електровозу 2ЕС5К .
ТОВ «Науково-виробниче підприємство “РІСТ”» входить до Асоціації «РІСТ — Холдинг» (ТОВ «Вільнянський машинобудівний завод» та ТОВ «НВП “РІСТ”»).